# Hetty Koes Endang
Hetty Koes Madewy (Tasikmalaya, Indonesia; 6 de agosto de 1957), más conocida como Hetty Koes Endang, es una actriz y cantante, actualmente casada con el Dr. Yusuf Erwin Faisal, con quien tiene cuatro hijos, llamados Mahmed Amir, Afifah Qamariah, Santo Melani e Ismael.

## Logros y carrera
- 1972, 1973, 1974 - Juara 1 Festival Penyanyi Se-Jawa Barat.
- 1975 - Peringkat ke-5 Festival Penyanyi Tingkat Nasional.
- 1976 - Juara 2 Festival Penyanyi Tingkat Nasional (juara 1 - Grace Simon dan juara 3 - Margie Siegers).
- 1977 - Juara 1 Festival Penyanyi Tingkat Nasional (juara 2 - Melky Goeslaw & Diana Nasution, juara 3 - Ira Puspita, juara 4 - Dewi Yull), lagu: "Damai Tapi Gersang " (Aji Bandi) dan Kepergian Mama (Titik Puspa)
- 1977 - Mewakili Indonesia ke WPSF Tokyo, meraih "Most Outstanding Performance" bersama Aji Bandi, sang pencipta lagu "Damai Tapi Gersang".
- 1977 - Hits: "Kemuning" (A. Riyanto).
- 1978 - Juara 1 Festifal Penyanyi Tingkat nasional (juara 2 - Zwetzy Wirabhuana) dengan lagu "Waktu", "Lahir Lagi Satu" (Pance Pondaag), juga "Bahana Perdamaian", dan "Cinta Putih (Titik Puspa).
- 1979 - Hits: "Dingin" (Rinto Harahap).
- 1980 - membawakan lagu "Pra" (Pras) yang menjadi juara ke-2 pada Festival Lagu Tingkat Nasional setelah juara ke-1-nya adalah lagu "Symphoni Yang Indah" (Robby Lea) yang dibawakan oleh Bob Tutupoly.
- 1981 - membawakan lagu "Siksa" (Titik Hamzah) bersama Euis Darliah pada Festifal Lagu Popular Tingkat Nasional, lagunya keluar sebagai juara ke-1, dan Hetty Koes Endang & Euis Darliah dinobatkan sebagai Penampil Terbaik.
- 1981 - mewakili Indonesia untuk kedua kalinya ke WPSF Tokyo 1981 bersama Euis Darliah, membawakan lagu Siksa (Titik Hamzah).
- 1982 - membawakan lagu "Tembang Cinta Menjelang Fajar " (Pras) pada seleksi lagu Indonesia untuk Asean Pop Song Festival 1982, lagu tersebut menduduki tempat ketiga.
- 1983 - membawakan lagu "Sayang" (Titik Hamzah, konduktor Adie MS) pada Festival Internacional de la Canción de Viña del Mar (Chile). Hetty dinobatkan menjadi penyanyi terbaik. Lagu " Sayang " menduduki peringkat ke-3.
- 1983 - membawakan lagu "Karya Cipta Bagi Kaum Ibu" (Anton Iss) pada seleksi lagu Indonesia untuk Asean Pop Song Festival 1983.
- 1984 - membawakan lagu "Sympathy" (Arifin Yudanegara, ex-vocalist Elfa's Singer) pada Festival Lagu Populer Indonesia 1984. Lagu tersebut menduduki peringkat ke - 2 pada Festival tersebut.
- 1984 - Hits: Bibir & Mata (Rinto Harahap)
- 1985 - Hits: Demi Cinta Ni Yee
- 1985 - membawakan lagu "Pentas Dunia" (Anita Rahman dan is Haryanto) dalam Non-Competition Asean Song Festival 1985 di Jakarta
- 1986 - Hits: Sorga & Neraka
- 1987 - Hits: Aduh Mak.
- 1987 - Duet bersama Benyamin Suaeb pada Lomba Cipta Lagu Pembangunan 1987.
- 1988 - Hits: Berdiri Bulu Romaku (Beni Ashar)
- 1989 - Hits: Koq Jadi Gini (Oddie Agam)
- 1990 - Hits: Jangan Salahkan Aku (Deddy Dhukun)
- 1991 - Hits: Jodoh.
- 1992-1997 - Tinggal di Malaysia.
- 1995 - diundang mewakili aliran musik Keroncong Indonesia ke Star of Asia di Tokio bersama Ruth Sahanaya (aliran Pop Indonesia).
- 2000 - Bersama Anita Sarawak, Sheila Majid, dan Siti Nurhaliza tampil dalam Konser Diva Semenanjung Melayu 2000 di Malaysia.
- 2004 - di penghujung 2004 bersama Krakatau diundang pada Parade Artis Melayu di Singapura.

## Discografía
- Hati Lebur Jadi Debu - 1982
- Sayang - 1983
- Rindu - 1984
- Demi Cinta Ni.. Ye.. - 1985
- Koq Jadi Gini - 1987

### Álbum Lain
- Festival Lagu Populer Indonesia 1975
- Festival Lagu Populer Jakarta 1976
- Festival Lagu Populer Jakarta 1977
- Festival Lagu Populer Indonesia 1980
- Festival Lagu Populer Indonesia 1981
- Festival Lagu Populer Indonesia 1984
- Lomba Cipta Lagu Pembangunan 1987

## Repertorio
1. Damai Tapi Gersang (Ajie Bandi, 1977)
2. Kepergian Mama (Titik Puspa, 1977)
3. Kemuning (A. Riyanto, 1977)
4. Waktu (Pras/Baskoro, 1978)
5. Bahana Perdamaian (Pras/Baskoro, 1978)
6. Lahir Lagi Satu (Pance Pondaag, 1978)
7. Cinta Putih (Titik Puspa, 1978; FP DKI Jaya 1978)
8. Bila Cengkeh Berbunga (Minggus Tahitu, 1978: FP DKI Jaya 1978)
9. Dingin (Rinto Harahap, 1979)
10. Pra (Pras, 1980)
11. Siksa (duet bersama Euis Darliah Titik Hamzah, 1981)
12. Tembang Cinta Menjelang Fajar (Pras/Baskoro, 1982)
13. Sayang (Titik Hamzah, 1983)
14. Karya Cipta Bagi Kaum Ibu (Anton Issudibyo, 1983)
15. Sympathy (... Elfas Singer, 1984)
16. Bibir & Mata (Rinto Harahap, 1984)
17. Demi Cinta Ni Ye (....., 1985)
18. Di Ujung Senja. ( Is Haryanto & Anita Rahman, 1985)
19. Sorga & Neraka (....., 1986)
20. Aduh Mak (....., 1987)
21. ....... (duet bersama Benyamin Suaeb,...., 1987, FL Pembangunan)
22. Berdiri Bulu Romaku (Beni Ashar, 1988)
23. Koq Jadi Gini (Odie Agam, 1989)
24. Jangan Salahkan Aku (Dedi Dhukun, 1990)
25. Jodoh (......... , 1991)

## Filmografía
- Pelacur (1975) disutradarai oleh Ratno Timoer.
- Akulah Vivian (1977) disutradarai oleh M. Endraatmadja
- Assoy (1977) disutradarai oleh Ratno Timoer.
- Memble Tapi Kece (1986) disutradarai oleh Nawi Ismail.